# Tomasa Ortiz Real
Tomasa Ortiz Real, in religione madre Pietà della Croce (Bocairente, 12 novembre 1842 – Alcantarilla, 26 febbraio 1916), è stata una religiosa spagnola, fondatrice della congregazione delle Suore Salesiane del Sacro Cuore di Gesù: è stata beatificata da papa Giovanni Paolo II nel 2004.

## Biografia
Quinta di otto fratelli, studiò nel collegio di Valencia delle Suore della Sacra Famiglia di Bordeaux: manifestò il desiderio di entrare come novizia nella congregazione ma dovette rinunciare per l'opposizione del padre.
Tentò di entrare tra le carmelitane scalze del monastero di Valencia, ma per una malattia fu costretta a lasciare il noviziato dell'ordine.
Nel 1884 l'esondazione del fiume Segura causò la distruzione dei campi della Murcia e un'epidemia di colera: la Ortiz si recò nella regione con tre compagne per dedicarsi all'assistenza agli orfani e agli ammalati.
Dopo questa esperienza, la Ortiz abbandonò le compagne (che diedero inizio alle Suore della Beata Vergine Maria del Monte Carmelo) e si ritirò nel monastero delle visitandine di Orihuela, dove elaborò il progetto di fondare una nuova congregazione religiosa: l'istituto ebbe inizio nel 1890 e fu dedicato a san Francesco di Sales, fondatore delle visitandine.
Morì nel 1916.

## Il culto
Dichiarata venerabile il 1º luglio 2000, è stata beatificata il 21 marzo 2004.
La sua memoria liturgica ricorre il 26 febbraio.